# Copa Interclubes UNCAF 2002
Copa Interclubes UNCAF 2002 est la quatrième édition de la Copa Interclubes UNCAF.

## Équipes
| - LD Alajuelense - SD Santos - Alianza FC - CD FAS - CSD Comunicaciones - CSD Municipal | - CD Marathón - CD Motagua - Deportivo Jalapa (en) - San Marcos - Árabe Unido - Tauro FC |